# Marcus Atius Anteros
Marcus Atius Anteros war ein antiker römischer Unternehmer des 1. Jahrhunderts, der in Rom oder der Umgebung der Stadt aktiv war.
Marcus Atius Anteros ist heute nur noch von einer marmornen Grabinschrift bekannt, die in Rom gefunden wurde. Nach der außerhalb der Porta di San Lorenzo gefundenen Inschrift gehörte sie zum Grab des Marcus Atius Dometius, eines Freigelassenen des Marcus Atius Anteros, der seinerseits ein Freigelassener war. Beide werden als vascularius bezeichnet, was sowohl die Produzenten von zumeist Metallgefäßen (Toreuten) als auch die Händler solcher Gefäße meinen kann. Er wäre damit einer von nur etwa 30 bis 40 inschriftlich bekannten Toreuten der griechisch-römischen Antike. Dometius war Erbe und Nachfolger des Anteros und hatte seine Werkstatt an der Via Sacra in Rom. Somit ist anzunehmen, dass auch Anteros die dortige Werkstatt zuvor betrieben hatte. Die (aufgelöste) Inschrift lautet:

## Einzelbelege
1. ↑  CIL 6, 37824
2. ↑  Signaturstempel römischer Toreuten ausgenommen

| Personendaten    | Personendaten                              |
| ---------------- | ------------------------------------------ |
| NAME             | Atius Anteros, Marcus                      |
| ALTERNATIVNAMEN  | Anteros, Marcus Atius                      |
| KURZBESCHREIBUNG | antiker römischer Toreut oder Händler      |
| GEBURTSDATUM     | 1. Jahrhundert v. Chr. oder 1. Jahrhundert |
| STERBEDATUM      | 1. Jahrhundert oder 2. Jahrhundert         |